# مستجذرات
المستجذرات (الاسم العلمي: Rhizobiaceae) هي فصيلة من البكتيريا تتبع رتبة المستجذريات من طائفة متقلبات ألفا.

## أجناس
- المستجذرة
- الأجرعية